# Gotō Shinpei
 (septembre 2016).
Pour les articles homonymes, voir Goto.
Gotō Shinpei est un nom japonais traditionnel ; le nom de famille (ou le nom d'école) précède donc le prénom (ou le nom d'artiste).
Le comte Gotō Shinpei (後藤 新平, 1857-1929) est un médecin et homme politique japonais qui fut choisi comme premier chef scout de l'association scoute du Japon par Yoshinori Futara et Michiharu Mishima.

## Éducation et médecine
Gotō Shinpei est né le 24 juillet 1857 à Mizusawa (maintenant Ōshū), dans l'actuelle préfecture d'Iwate. À 17 ans, il intégra l'école médicale de Fukushima et devint ensuite médecin à Nagoya. À l'âge de 20 ans, il servit comme médecin du gouvernement lors de la rébellion de Satsuma, et à l'âge de 25 ans, en 1882, il devint président de l'école médicale de Nagoya et entra au ministère de l'Intérieur. Il fut envoyé étudier dans l'Empire allemand en 1890, et à son retour, devint chef du secrétariat à la santé du ministère de l'intérieur.

## Taïwan
En 1895, à la suite de la première guerre sino-japonaise où il avait soigné les soldats de retour du combat, il fut remarqué par Kodama Gentarô, le gouverneur japonais de Taïwan, qui le nomma son chef des affaires civiles. Croyant fermement dans les «principes biologiques», il pensait qu'il fallait comprendre les habitudes de la population et leurs raisons d'être afin de mener des politiques adaptées. À cet effet, il créa le Conseil provisionnel d'enquête sur les anciennes habitudes de Taïwan (臨時台湾旧慣調査会).
Afin de lutter contre la dépendance à l'opium, très importante à l'époque, il mit en place une politique de prohibition graduelle, avec taxation de l'opium, dont il utilisa les profits pour lutter contre des groupes rebelles ; ce qui eut pour effet d’annihiler et la consommation d'opium, et les groupes rebelles. Il travailla également au développement du chemin de fer à Taïwan.

## Homme d’état
En 1906, il fut nommé directeur de la Société des chemins de fer de Mandchourie du Sud, et en 1908, il fut rappelé au Japon pour y être ministre des Communications et responsable des chemins de fer du gouvernement Katsura. En 1912, il devint directeur du bureau colonial, et aida le Premier ministre Tarō Katsura à mettre en place le nouveau parti dirigeant du pays. En 1916, il devint ministre de l'Intérieur, et en 1918, ministre des Affaires étrangères du gouvernement Matsukata. En 1920, il devint maire de Tokyo, et en 1923, à nouveau ministre de l'Intérieur. Il participe à l'élaboration du plan de reconstruction de Tokyo après les grandes destructions faisant suite au séisme de 1923. En 1924, il fut à l'origine du nom de la marque de montres Citizen, qu'il avait nommée ainsi pour marquer son espoir que la montre, alors un objet de luxe, devienne accessible à tous. 
Fervent partisan du pan-asianisme, Gotō Shinpei avait largement soutenu les politiques expansionnistes et agressives du Japon de l'époque, notamment l'intervention en Sibérie de 1918-22.

## Scoutisme
Nommé chef scout des boy scouts du Japon en 1922 par Yoshinori Futara et Michiharu Mishima, il s'attacha à rebâtir cette association. Profitant de ses fonctions de ministre des Chemins de fer, et de son prestige, Gotō Shinpei sillonna le Japon pour faire la promotion du scoutisme.
Il décéda le 13 avril 1929 d'une hémorragie cérébrale.

## Source de la traduction
- (en) Cet article est partiellement ou en totalité issu de l’article de Wikipédia en anglais intitulé « Gotō Shinpei » (voir la liste des auteurs).